# جزایر آندامان
جزایر آندامان (به هندی: अण्डमान द्वीप समूह) گروهی از جزایر واقع در اقیانوس هند هستند که بین خلیج بنگال و میانمار قرار گرفته‌است. بیشتر این جزایر بخشی از جزایر آندامان و نیکوبار هند به‌شمار می‌آیند و تعداد کمی از آن‌ها نیز در شمال، متعلق به میانمار هستند. بر طبق آمار سال ۲۰۰۱ این جزایر ۳۱۴۰۸۴ نفر جمعیت دارند.